# Ruta Estatal de California 166
La Ruta Estatal de California 166, y abreviada SR 166 (en inglés: California State Route 166) es una carretera estatal estadounidense ubicada en el estado de California. La carretera inicia en el Oeste desde la SR 1     en Guadalupe hacia el Este en la SR 99     en Mettler. La carretera tiene una longitud de 154,3 km (95.886 mi).

## Mantenimiento
Al igual que las autopistas interestatales, y las rutas federales y el resto de carreteras estatales, la Ruta Estatal de California 166 es administrada y mantenida por el Departamento de Transporte de California por sus siglas en inglés Caltrans.

## Cruces
La Ruta Estatal de California 166 es atravesada principalmente por la  SR 99     en Maricopa
 US 101     en Santa María.